# ويليامز تشرنكا
ويليامز تشرنكا مواليد 19 سبتمبر 1959 في رييكا، جمهورية يوغوسلافيا الاشتراكية الاتحادية، هو لاعب كرة يد كرواتي سابق تحول إلى التدريب بعد الاعتزال، لعب كجناح أيسر.

## الإنجازات
- بطولة يوغوسلافيا لكرة اليد (2): 1976-77، 1977-78